# پلیزنتدیل (ویرجینیای غربی)
پلیزنتدیل (به انگلیسی: Pleasant Dale) یک منطقهٔ مسکونی در ایالات متحده آمریکا است که در شهرستان همپشر، ویرجینیای غربی واقع شده‌است.